# Federico Macheda
Federico "Kiko" Macheda, född 22 augusti 1991 i Rom, är en italiensk fotbollsspelare (anfallare) som spelar för grekiska Asteras Tripolis.

## Karriär

### Manchester United
Macheda började sin fotbollskarriär i Lazio men eftersom de italienska reglerna inte tillåter klubbarna att skriva kontrakt med spelare under 18 år, så skrev Macheda på för Manchester United, kort efter sin 16-årsdag, eftersom klubbarna i England får skriva kontrakt med spelare som är 16 år och uppåt.
Han kom direkt till Manchester Uniteds U18-lag, och gjorde det enda målet i sin matchen i sin debutmatch mot Barnsley 15 september 2007. I den första säsongen i Manchester United U18-lag gjorde han 12 mål på 21 matcher och blev U18-lagets bästa målskytt. Han fick även göra sin debut för reservlaget 26 februari 2008 som inhoppare för Gerard Piqué i den 68:e minuten i 2–0-förlusten borta mot Liverpool.
Macheda skrev på sitt första proffskontrakt med Manchester United på sin 17-årsdag i augusti 2008.
Säsongen 2008/2009 fortsatte han i U18-laget och han gjorde även några matcher för reservlaget. Vid slutet av säsongen uppskattade Macheda att han fick spela fler matcher i reservlaget, och han gjorde 8 mål på 8 matcher, varav ett hat-trick mot Newcastle United 30 mars 2009, och blev belönad för det genom att bli vald till A-lagets match mot Aston Villa den 5 april 2009. I matchen gjorde han det avgörande målet på övertid efter att blivit inbytt mot Nani i den 67:e minuten.

#### Utlåningar
Den 8 januari 2011 bekräftade Sampdoria via sin officiella hemsida att Macheda lånas ut till klubben under resten av säsongen. Macheda sågs som en tillfällig ersättare till Antonio Cassano som gick till AC Milan efter strul med ledningen.
Den 2 januari 2012 bekräftade Queens Park Rangers på sin hemsida att Macheda har skrivit på ett låneavtal resten av säsongen.
Den 24 januari 2013 bekräftade VfB Stuttgart på sin hemsida att man lånat Macheda för resten av säsongen.

### Ankaragücü
I juli 2022 värvades Macheda av turkiska Ankaragücü, där han skrev på ett tvåårskontrakt. Den 24 januari 2023 lånades Macheda ut till cypriotiska APOEL på ett låneavtal över resten av säsongen 2022/2023.

### Asteras Tripolis
Den 30 september 2024 värvades Macheda av grekiska Asteras Tripolis.